# Sop saudara
Le sop saudara est une soupe indonésienne originaire de Makassar, dans le Sulawesi du Sud. Épicée et au bœuf ou au buffle, elle est souvent servie avec du riz cuit à la vapeur et un ikan bolu bakar (du poisson-lait (indonésien : bolu) grillé).

## Ingrédients
La sop saudara est constituée de bœuf ou de buffle, et cela peut aller jusqu'à leurs abats (généralement, leurs poumons frits,). Elle contient aussi du vermicelle de riz, des perkedels (des boulettes frites) et un œuf.
Les épices peuvent être constituées par l'ail, l'échalote, le bancoulier, la coriandre, le cumin de Hollande, le gingembre, la galanga, les feuilles de citron vert, la citronnelle, la noix de muscade et la cannelle.
La garniture peut être composée d'oignon coupé ou de Bawang goreng (échalote frite)

## Origine
La soupe fut créée par Haji Dollahi, qui avait travaillé pour Haji Subair (un vendeur réputé de coto makassar (en), une variante locale de la soto, une soupe traditionnelle à base de bouillon, de viande et de légumes), tous les deux étant originaires du kabupaten de Pangkajene et les îles, au nord de Makassar. Après trois années de travail en commun, Haji Dollahi s'installa en 1957 dans le voisinage du lapangan Karebosi (id).
Le nom de la soupe (traduction littérale : "soupe fraternelle") est inspiré du nom d'une soupe vendue par un warung de coto makassar, la coto paraikatte,  paraikatte signifiant parent, de la même famille.

## Évolution
En 2013, dans un warung de Makassar, elle coûtait 15 000 roupies indonésiennes (moins de 1 euro), avec un supplément de 3 000 roupies pour le riz et de 4 000 pour l'œuf
Elle est aussi parfois servie avec des buras (en) et des ketupats (des boulettes de riz)